# Чернетешть (комуна, Долж)
Чернетешть, Чернетешті (рум. Cernătești) — комуна у повіті Долж в Румунії. До складу комуни входять такі села (дані про населення за 2002 рік):
- Корніца (341 особа)
- Расніку-Бетрин (98 осіб)
- Расніку-Огіан (504 особи)
- Ціу (606 осіб)
- Чернетешть (665 осіб)

Комуна розташована на відстані 211 км на захід від Бухареста, 33 км на північний захід від Крайови.

## Населення
За даними перепису населення 2002 року у комуні проживали 2214 осіб, усі — румуни. Усі жителі комуни рідною мовою назвали румунську.
Склад населення комуни за віросповіданням:
| Релігія       | Кількість осіб | Відсоток |
| ------------- | -------------- | -------- |
| православні   | 2208           | 99,7%    |
| п'ятдесятники | 5              | 0,2%     |
| адвентисти    | 1              | < 0,1%   |

## Зовнішні посилання
- Дані про комуну Чернетешть на сайті Ghidul Primăriilor [Архівовано 28 вересня 2007 у Wayback Machine.]